# Campylotropis eriocarpa
Campylotropis eriocarpa är en ärtväxtart som först beskrevs av Dc., och fick sitt nu gällande namn av Anton Karl Schindler. Campylotropis eriocarpa ingår i släktet Campylotropis och familjen ärtväxter. Inga underarter finns listade i Catalogue of Life.